# Mumigazo
Mumigazo är ett vattendrag i Burundi.   Det ligger i provinsen Karuzi, i den centrala delen av landet, 90 km öster om huvudstaden Bujumbura.
Omgivningarna runt Mumigazo är en mosaik av jordbruksmark och naturlig växtlighet. Runt Mumigazo är det tätbefolkat, med 369 invånare per kvadratkilometer.